# فرانسیسکو خارا
فرانسیسکو خارا (اسپانیایی: Francisco Jara‎؛ ۳ فوریهٔ ۱۹۴۱ – ۲ فوریهٔ ۲۰۲۴) بازیکن فوتبال اهل مکزیک بود.
از باشگاه‌هایی که در آن بازی کرده‌است می‌توان به باشگاه فوتبال گوادالاخارا و باشگاه فوتبال تیگرس اونال اشاره کرد.
وی همچنین در تیم ملی فوتبال مکزیک بازی کرده‌است.